# KFC Twenty20 Big Bash
Il KFC Twenty20 Big Bash è stato il campionato australiano di Twenty20 cricket, disputato dal 2005 al 2011 e successivamente sostituito dalla Big Bash League.

## Storia
Il successo che le varie competizioni di Twenty20 hanno riscosso nel mondo nei primi anni duemila ha spinto il Australian Cricket Board ad organizzare una competizione di questa forma di gioco da affiancare ai più tradizionali e prestigiosi Sheffield Shield (di First Class cricket) e al Campionato nazionale di Limited Overs cricket. La competizione è stata sponsorizzata per tutta la sua esistenza dall'azienda di ristorazione rapida Kentucky Fried Chicken, da cui prende il nome. Il format del torneo ebbe molto successo, analogamente agli altri tornei di Twenty20 nel mondo, e per questo è stata sostituita dalla Big Bash League, con un formato simile ma un numero di squadre più ampio e soprattutto con franchigie cittadine, su imitazione delle leghe professionistiche americane (NBA, NFL, ecc.), anziché la tradizionali squadre in rappresentanza degli stati federati dell'Australia.

## Formula
Le squadre si affrontano in un girone all'italiana con partite di andata e ritorno, al termine del quale le prime tre squadre avanzano nel torneo. Il primo classificato si qualifica direttamente per la finale mentre il secondo ed il terzo giocano tra loro una semifinale. Il vincitore della finale si aggiudica il torneo.

## Squadre partecipanti
|  | Squadra               | Stadio di casa                    | Ultima vittoria | Vittorie | Finalista |
|  | --------------------- | --------------------------------- | --------------- | -------- | --------- |
|  | Victorian Bushrangers | Melbourne Cricket Ground          | 2009–10         | 4        | 1         |
|  | New South Wales Blues | Sydney Cricket Ground ANZ Stadium | 2008–09         | 1        | 2         |
|  | Southern Redbacks     | Adelaide Oval                     | 2010–11         | 1        | 1         |
|  | Tasmanian Tigers      | Bellerive Oval                    | mai             | 0        | 1         |
|  | Western Warriors      | WACA Ground                       | mai             | 0        | 1         |
|  | Queensland Bulls      | Brisbane Cricket Ground           | mai             | 0        | 0         |

## Albo d'oro
| Anno             | Sede della finale                  | Pubblico della finale | Finale                                     | Finale                                           | Finale                                     |
| Anno             | Sede della finale                  | Pubblico della finale | Vincitore                                  | Risultato                                        | Finalista                                  |
| ---------------- | ---------------------------------- | --------------------- | ------------------------------------------ | ------------------------------------------------ | ------------------------------------------ |
| 2005–06 Dettagli | North Sydney Oval Sydney           | 5.669                 | Victorian Bushrangers 233 for 7 (20 overs) | Victorian Bushrangers vince di 93 runs Referto   | New South Wales 140 all out (15.3 overs)   |
| 2006–07 Dettagli | Melbourne Cricket Ground Melbourne | 28.960                | Victorian Bushrangers 160 for 6 (20 overs) | Victorian Bushrangers vince di 10 runs Referto   | Tasmanian Tigers 150 for 8 (20 overs)      |
| 2007–08 Dettagli | WACA Ground Perth                  | 16.589                | Victorian Bushrangers 203 for 8 (20 overs) | Victorian Bushrangers vince di 32 runs Referto   | Western Warriors 171 all out (19.3 overs)  |
| 2008–09 Dettagli | ANZ Stadium Sydney                 | 17.592                | New South Wales Blues 167 for 5 (20 overs) | New South Wales Blues vince di 5 wickets Referto | Victorian Bushrangers 166 for 4 (20 overs) |
| 2009–10 Dettagli | Adelaide Oval Adelaide             | 17.722                | Victorian Bushrangers 166/7 (20 overs)     | Victorian Bushrangers vince di 48 runs Referto   | Southern Redbacks 118/9 (20 overs)         |
| 2010–11 Dettagli | Adelaide Oval Adelaide             | 27.920                | Southern Redbacks 155/2 (17.3 overs)       | Southern Redbacks vince di 8 wickets Referto     | New South Wales Blues 153/8 (20 overs)     |